# Parnó
Parnó (szlovákul Parchovany) község Szlovákiában, a Kassai kerület Tőketerebesi járásában. Kisbosnya tartozik hozzá.

## Fekvése
Gálszécstől 9 km-re, északkeletre fekszik.

## Története
Első írásos említése 1272-ből származik. 1320-ban „Parnow” néven említik, 1321-ben a Baksa család birtoka. 1330-ban „Perno”, 1355-ben „Pernow” a neve. 1398-ban a Csapiaké, később – rokonaiké – az Eszenyieké. 1439-ben „Parnow” néven szerepel az írott forrásokban. Várkastélya 1447-ben Csapi Ákosé volt. 1598-ban a Rákóczi és Bocskai családé a falu. 1633-ban Bocskai István erdélyi fejedelem a várkastélyból keltezte egyik levelét. 1656-ban említik elhanyagolt kastélyát, amelynek 1670-ben már csak kövei látszottak. A falut 1672-ben a Molnár család szerezte meg. 1715-ben 9 ház nélküli és 19 házas jobbágytelke volt. 1787-ben 98 házában 862 lakosa élt.
A 18. század végén Vályi András így ír róla: „PÁRNO. Tót falu Zemplén Vármegyében, földes Urai több Uraságok, lakosai külömbfélék, fekszik n. k. Bosniczához 1/2 fertály, északr. Szecs Polánkához 1 órányira, térséges határja két nyomásbéli, gabonát, árpát terem, erdeje, szőleje nints, piatza Kassán van.”
A 19. században az Andrássyak birtoka lett, akik sokat építettek a községben. 1828-ban 127 háza volt 961 lakossal. Lakói mezőgazdasággal és állattartással, később az Andrássyak birtokán sajtkészítéssel és lótenyésztéssel foglalkoztak.
Fényes Elek 1851-ben kiadott geográfiai szótárában így ír a faluról: „Parnó, tót falu, Zemplén vgyében, Gálszécshez 1 mfdnyire: 768 romai, 96 g. kath., 43 evang., 5 ref., 47 zsidó lak. Kath. paroch. templom. Vizimalom a Tapoly vizén. Kastély. 1729 hold szántóföld. F. u. Molnár. Ut. p. Vecse.”
Várkastélyát a 19. században az Andrássyak újjáépítették. 1901-ben leégett, de rendbehozták.
Borovszky Samu monográfiasorozatának Zemplén vármegyét tárgyaló része szerint: „Parnó, a terebesi völgyben fekvő tót kisközség, 273 házzal és 1370, nagyobbára róm. kath. vallású lakossal. Van saját postája, távírója és vasúti állomása. Első írott nyomát 1399-ben találjuk, a mikor a leleszi konvent Eszenyi Imrét iktatja egész Parnó birtokába. 1419-ben Fodor Miklósé. 1474-ben a Kecseti család a földesura, azután a Csapyak s 1479-ben a Körtvélyesi Fodor család bírják. 1493-ban Tárczai Jánost, 1469-ben a váczi püspökséget iktatják némely részeibe. Az 1598-iki összeírás csak Rákóczy Zsigmondot említi birtokosául, később a Bocskayaknak is van benne részük. Ez időtájt Pernov néven is említik. 1611-ben Telegdi Borbála is részes benne, 1654-ben Verebély Jánost, 1754-ben Kakas Józsefet és Kovács Júliát iktatják némely birtokrészekbe. 1672-ben Molnár János, 1674-ben pedig Barkóczy István kap reá királyi adományt. Ez időtájt itt a Molnár család nagy, négyszögű várkastélyt építtetett. 1774-ben Molnár János, Kéry Pál, Máriássy Ferencz és Szilassy János a földesurai. Most gróf Andrássy Géza uradalmának egyik központja s nagyszabású, díszes kastély emelkedik benne, melyet a régi Molnár-féle várkastély némely részének felhasználásával, gróf Andrássy Manó építtetett. A kastély ízlésesen gondozott nagy parkban áll. 1901 augusztus 1-én leégett, de azóta ismét lakható állapotba helyezték s most várja újjáépítését. Az uradalomnak itt téglagyára is van. Parnóról vette nevét a Parnay család. 1663-ban itt is pusztított a pestis. Ide tartoznak Parnó-major és Kincses-puszta, mely utóbbi már az árpádházi királyok korában község volt és Kenchus, azután Kenches, majd Kinches alakban említik nevét. Első birtokosául, 1358-ban, a Szerdahelyieket ismerjük, 1429-ben pedig Abaházi László is birtokosa. Később a Szerdahelyieken kívül a Csapyak és osztályos társaik osztozkodnak rajta. Birtokosai továbbá: 1512-ben Csebi Pogány Zsigmond, 1548-ban Istvánffy Pál, 1561-ben Méray Anna és Serédy Gáspár, azután Vékey Ferencz bán, ki a maga részét 1570-ben leányára, Csapy Gergelynére hagyja. 1598-ban a Rákóczy Zsigmondé, azután a Telegdyek, a Csapyak, de velük együtt Bornemisza János öröklik, később azután ez a rész is a Molnár és a Kéry családok birtokába kerül. A báró Fischer család megszerzi egy részét. Most ez is gróf Andrássy Gézáé, kinek itt nagy gazdasága és sajtgyára van. Parnó közelében feküdt hajdan Andrásháza is, mely a XV. században előfordul, de azután nyoma vész.”
A trianoni diktátumig Zemplén vármegye Gálszécsi járásához tartozott.
A második világháborúban pusztult el végleg a várkastély.

## Népessége
| Év:            | 1994. | 2004.   | 2014.   | 2024.   |
| -------------- | ----- | ------- | ------- | ------- |
| Emberek száma: | 1752  | 1916    | 1922    | 2001    |
| Eltérés:       |       | +9,36 % | +0,31 % | +4,11 % |

| Év:            | 2023. | 2024.   |
| -------------- | ----- | ------- |
| Emberek száma: | 1971  | 2001    |
| Eltérés:       |       | +1,52 % |

1880-ban 1251 lakosából 27 magyar és 1142 szlovák anyanyelvű volt.
1890-ben 1397 lakosából 75 magyar, 23 német, 7 ruszin, 1287 szlovák és 5 egyéb anyanyelvű volt. Ebből 1048 római katolikus, 267 görög katolikus, 47 izraelita, 22 református és 13 evangélikus vallású volt.
1900-ban 1370 lakosából 76 magyar és 1230 szlovák anyanyelvű volt.
1910-ben 1519 lakosából 255 magyar, 24 német, 1 ruszin, 1157 szlovák és 82 egyéb anyanyelvű volt.
1921-ben 1406 lakosából 29 magyar és 1302 csehszlovák volt.
1930-ban 1482 lakosából 20 magyar és 1216 csehszlovák volt.
1970-ben 1807 lakosából 1797 szlovák volt.
1980-ban 1775 lakosából 1765 szlovák volt.
1991-ben 1770 lakosából 1652 szlovák és 1 magyar volt. 
2001-ben 1887 lakosából 1676 szlovák, 206 cigány és 1 magyar volt.
2011-ben 1946 lakosából 1567 szlovák, 245 cigány és 3 magyar volt.

## Nevezetességei
- Római katolikus temploma eredetileg 14. századi, a 17. században a kuruc harcokban leégett. 1718-ban újjáépítették és Szent András apostol tiszteletére szentelték fel. 1800. november 15-én egy tűzvészben a faluval együtt leégett. 1819-ben építették újjá és Szent István király tiszteletére szentelték fel. A század végére az épület annyira tönkrement, hogy le kellett bontani. 1900 és 1908 között gróf Andrássy Gyula új neogótikus templomot építtetett.

## Lásd még
- Kisbosnya